# Claire Michel
Claire Michel (Bruselas, 13 de octubre de 1988) es una deportista belga que compite en triatlón y acuatlón.
Ganó dos medallas de bronce en el Campeonato Europeo de Triatlón, en los años 2018 y 2019. Además, obtuvo una medalla de plata en el Campeonato Mundial de Acuatlón de 2013.

## Palmarés internacional
| Campeonato Europeo | Campeonato Europeo    | Campeonato Europeo | Campeonato Europeo |
| Año                | Lugar                 | Medalla            | Prueba             |
| ------------------ | --------------------- | ------------------ | ------------------ |
| 2018               | Glasgow (Reino Unido) | Medalla de bronce  | Relevo mixto       |
| 2019               | Weert (Países Bajos)  | Medalla de bronce  | Individual         |

| Campeonato Mundial | Campeonato Mundial    | Campeonato Mundial | Campeonato Mundial |
| Año                | Lugar                 | Medalla            | Prueba             |
| ------------------ | --------------------- | ------------------ | ------------------ |
| 2013               | Londres (Reino Unido) | Medalla de plata   | Individual         |